# Campionatul European de Handbal Feminin din 2012 - Echipele
Lista de mai jos cuprinde echipele naționale care au concurat în Campionatul European de Handbal Feminin din 2012, desfășurat în Serbia, între 4-16 decembrie 2012.
Listele oficiale extinse ale echipelor au fost anunțate și publicate pe 5 noiembrie 2012. Din listele de 28 de jucătoare, 16 dintre ele au fost ulterior selectate pentru competiția finală. Listele oficiale de 16 jucătoare au fost anunțate și publicate pe 4 decembrie 2012.
Numărul selecționărilor și golurilor înscrise este cel corect la data de 4 decembrie 2012.

## Grupa A

### Cehia
Antrenor principal: Jan Bašný
| Nr. | Post            | Nume               | Data nașterii (vârstă) | Înălțime | Selecții | Goluri | Club         |
| --- | --------------- | ------------------ | ---------------------- | -------- | -------- | ------ | ------------ |
| 3   | Extremă dreapta | Jana Knedlíková    | 22 iunie 1989          | 1,67 m   | 28       | 55     | Slavia Praga |
| 5   | Coordonator     | Kateřina Keclíková | 26 iunie 1986          | 1,71 m   | 27       | 39     | Slavia Praga |
| 7   | Extremă stânga  | Romana Chrenková   | 30 iunie 1987          | 1,66 m   | 62       | 210    | Sokol Poruba |
| 8   | Inter stânga    | Pavla Poznarová    | 26 septembrie 1986     | 1,81 m   | 83       | 182    | Sokol Poruba |
| 9   | Extremă stânga  | Kristýna Salčáková | 13 august 1987         | 1,65 m   | 47       | 61     | HC Veselí    |
| 10  | Coordonator     | Petra Růčková      | 8 februarie 1989       | 1,74 m   | 53       | 34     | Baník Most   |
| 11  | Coordonator     | Hana Kutlvašrová   | 28 septembrie 1989     | 1,80 m   | 29       | 25     | Slavia Praga |
| 12  | Portar          | Barbora Raníková   | 12 martie 1985         | 1,81 m   | 55       | 0      | Zora Olomouc |
| 13  | Inter dreapta   | Klára Černá        | 29 ianuarie 1985       | 1,74 m   | 48       | 149    | Slavia Praga |
| 14  | Pivot           | Petra Vítková      | 18 august 1979         | 1,76 m   | 189      | 314    | Baník Most   |
| 15  | Extremă dreapta | Michaela Hrbková   | 14 iulie 1987          | 1,70 m   | 67       | 122    | Sokol Poruba |
| 16  | Portar          | Lucie Satrapová    | 3 iulie 1989           | 1,83 m   | 30       | 0      | Slavia Praga |
| 17  | Inter stânga    | Hana Martínková    | 16 septembrie 1985     | 1,90 m   | 28       | 94     | Baník Most   |
| 18  | Coordonator     | Iveta Luzumová     | 3 aprilie 1989         | 1,75 m   | 31       | 82     | Mios Biganos |
| 19  | Inter stânga    | Helena Štěrbová    | 5 aprilie 1988         | 1,80 m   | 28       | 66     | HC Veselí    |
| 29  | Pivot           | Iveta Matoušková   | 5 ianuarie 1987        | 1,87 m   | 8        | 1      | Start Elbląg |

### Norvegia
Antrenor principal: Thorir Hergeirsson
| Nr. | Post            | Nume                          | Data nașterii (vârstă) | Înălțime | Selecții | Goluri | Club              |
| --- | --------------- | ----------------------------- | ---------------------- | -------- | -------- | ------ | ----------------- |
| 3   | Inter stânga    | Karoline Næss                 | 24 iulie 1987          | 1,82 m   | 23       | 8      | Stabæk IF         |
| 4   | Coordonator     | Stine Bredal Oftedal          | 25 septembrie 1991     | 1,68 m   | 43       | 53     | Stabæk IF         |
| 5   | Inter stânga    | Ida Alstad                    | 13 iunie 1985          | 1,72 m   | 76       | 183    | Byåsen HE         |
| 6   | Pivot           | Heidi Løke                    | 12 decembrie 1982      | 1,77 m   | 104      | 342    | Győri Audi ETO KC |
| 8   | Coordonator     | Karoline Dyhre Breivang       | 10 mai 1980            | 1,72 m   | 257      | 421    | Larvik HK         |
| 9   | Inter stânga    | Kristine Lunde-Borgersen      | 30 martie 1980         | 1,83 m   | 170      | 484    | IK Våg            |
| 11  | Coordonator     | Anja Edin                     | 5 februarie 1983       | 1,79 m   | 32       | 60     | Larvik HK         |
| 12  | Portar          | Silje Solberg                 | 16 iunie 1990          | 1,78 m   | 8        | 0      | Stabæk IF         |
| 13  | Pivot           | Marit Malm Frafjord           | 25 noiembrie 1985      | 1,82 m   | 158      | 333    | Viborg HK         |
| 14  | Inter dreapta   | Ida Bjørndalen                | 6 mai 1983             | 1,78 m   | 9        | 7      | KIF Kolding       |
| 15  | Inter dreapta   | Linn Jørum Sulland            | 15 iulie 1984          | 1,78 m   | 121      | 348    | Larvik HK         |
| 16  | Portar          | Katrine Lunde Haraldsen       | 30 martie 1980         | 1,81 m   | 210      | 3      | Győri Audi ETO KC |
| 18  | Extremă dreapta | Linn-Kristin Riegelhuth Koren | 1 august 1984          | 1,76 m   | 213      | 807    | Larvik HK         |
| 19  | Extremă stânga  | Linn Gossé                    | 25 iunie 1986          | 1,70 m   | 5        | 12     | Tertnes IL        |
| 20  | Extremă dreapta | Maja Jakobsen                 | 25 iunie 1986          | 1,72 m   | 3        | 2      | Storhamar IL      |
| 23  | Extremă stânga  | Camilla Herrem                | 8 octombrie 1986       | 1,66 m   | 116      | 290    | Byåsen HE         |

### Serbia
Antrenor principal: Saša Bošković
| Nr. | Post            | Nume                | Data nașterii (vârstă) | Înălțime | Selecții | Goluri | Club              |
| --- | --------------- | ------------------- | ---------------------- | -------- | -------- | ------ | ----------------- |
| 3   | Extremă dreapta | Katarina Krpež      | 2 mai 1988             | 1,70 m   | 51       | 105    | RK Krim           |
| 4   | Inter dreapta   | Jelena Popović      | 4 septembrie 1984      | 1,71 m   | 78       | 124    | ES Besançon       |
| 7   | Coordonator     | Andrea Lekić        | 6 septembrie 1987      | 1,78 m   | 62       | 324    | Győri Audi ETO KC |
| 11  | Inter stânga    | Sanja Damnjanović   | 25 mai 1987            | 1,77 m   | 70       | 254    | RK Podravka       |
| 15  | Inter stânga    | Jelena Erić         | 12 octombrie 1979      | 1,80 m   | 59       | 153    | HC Astrahanocika  |
| 16  | Portar          | Jovana Risović      | 7 octombrie 1993       | 1,71 m   | 2        | 0      | Max Sport         |
| 17  | Pivot           | Sanja Rajović       | 18 mai 1981            | 1,72 m   | 39       | 58     | ŽRK Zaječar       |
| 20  | Pivot           | Slađana Pop-Lazić   | 26 iulie 1988          | 1,78 m   | 43       | 69     | ES Besançon       |
| 21  | Extremă stânga  | Svetlana Ognjenović | 26 ianuarie 1981       | 1,66 m   | 74       | 160    | Metz Handball     |
| 26  | Inter stânga    | Biljana Filipović   | 12 ianuarie 1986       | 1,89 m   | 14       | 29     | Üsküdar BSK       |
| 27  | Portar          | Katarina Tomašević  | 6 februarie 1984       | 1,79 m   | 43       | 0      | Thüringer HC      |
| 30  | Extremă stânga  | Jelena Nišavić      | 27 septembrie 1980     | 1,68 m   | 75       | 108    | ŽRK Zaječar       |
| 31  | Extremă dreapta | Ivana Milošević     | 11 iunie 1982          | 1,68 m   | 42       | 36     | RK Jagodina       |
| 33  | Inter stânga    | Jovana Stojiljković | 30 septembrie 1988     | 1,82 m   | 2        | 0      | Le Havre AC       |
| 71  | Coordonator     | Kristina Liščević   | 20 octombrie 1989      | 1,73 m   | 20       | 23     | Metz Handball     |
| 99  | Inter dreapta   | Marina Dmitrović    | 23 martie 1985         | 1,82 m   | 51       | 99     | ŽRK Vardar        |

### Ucraina
Antrenor principal: Leonid Ratner
| Nr. | Post            | Nume                 | Data nașterii (vârstă) | Înălțime | Selecții | Goluri | Club                    |
| --- | --------------- | -------------------- | ---------------------- | -------- | -------- | ------ | ----------------------- |
| 1   | Portar          | Marina Vlasenko      | 6 octombrie 1987       | 1,82 m   | 11       | 0      | HC Astrahanocika        |
| 2   | Inter dreapta   | Olga Laiuk           | 17 mai 1984            | 1,82 m   | 43       | 81     | Muraptaşa BSK           |
| 4   | Inter stânga    | Anastasia Pidpalova  | 5 ianuarie 1982        | 1,92 m   | 60       | 244    | Dinamo Volgograd        |
| 5   | Pivot           | Irina Șeienko        | 5 martie 1983          | 1,80 m   | 70       | 162    | Dunărea Brăila          |
| 6   | Extremă dreapta | Iulia Managarova     | 27 septembrie 1988     | 1,66 m   | 65       | 221    | Oltchim Vâlcea          |
| 7   | Extremă stânga  | Viktoria Borșcenko   | 5 ianuarie 1986        | 1,72 m   | 103      | 160    | Dinamo Volgograd        |
| 8   | Coordonator     | Viktoria Țibulenko   | 31 martie 1978         | 1,78 m   | 35       | 78     | Karpatîi Ujgorod        |
| 9   | Pivot           | Olga Vașciuk         | 13 august 1987         | 1,78 m   | 90       | 35     | ŽRK Metalurg            |
| 13  | Coordonator     | Natalia Turkalo      | 25 iunie 1982          | 1,75 m   | 9        | 10     | Karpatîi Ujgorod        |
| 16  | Portar          | Natalia Parhomenko   | 21 martie 1979         | 1,80 m   | 32       | 0      | Kuban Krasnodar         |
| 17  | Inter dreapta   | Olga Nikolaienko     | 5 aprilie 1983         | 1,78 m   | 45       | 173    | FTC-Rail Cargo Hungaria |
| 21  | Extremă stânga  | Anna Redka           | 21 ianuarie 1989       | 1,66 m   | 9        | 10     | Universitet Gomel       |
| 22  | Portar          | Viktoria Timoșenkova | 4 noiembrie 1983       | 1,83 m   | 528      | 0      | Dinamo Volgograd        |
| 23  | Coordonator     | Irina Glibko         | 18 februarie 1990      | 1,70 m   | 16       | 30     | Danubius Galați         |
| 33  | Pivot           | Iaroslava Burlacenko | 14 mai 1992            | 1,72 m   | 0        | 0      | Danubius Galați         |
| 35  | Inter stânga    | Irina Stelmah        | 18 august 1993         | 1,87 m   | 3        | 0      | Galiceanka Liov         |

## Grupa B

### Danemarca
Antrenor principal: Jan Pytlick
| Nr. | Post            | Nume                 | Data nașterii (vârstă) | Înălțime | Selecții | Goluri | Club                |
| --- | --------------- | -------------------- | ---------------------- | -------- | -------- | ------ | ------------------- |
| 1   | Portar          | Sandra Toft          | 18 octombrie 1989      | 1,74 m   | 27       | 0      | Team Tvis Holstebro |
| 3   | Inter stânga    | Sofie Bloch-Sørensen | 19 mai 1986            | 1,80 m   | 6        | 4      | Frederiksberg IF    |
| 4   | Pivot           | Susan Thorsgaard     | 13 octombrie 1988      | 1,87 m   | 82       | 151    | FCM Håndbold        |
| 5   | Extremă stânga  | Mie Augustesen       | 13 octombrie 1988      | 1,77 m   | 69       | 235    | Thüringer HC        |
| 8   | Extremă dreapta | Louise Lyksborg      | 17 ianuarie 1988       | 1,68 m   | 30       | 39     | Viborg HK           |
| 11  | Pivot           | Mette Gravholt       | 12 decembrie 1984      | 1,72 m   | 7        | 18     | Team Tvis Holstebro |
| 12  | Portar          | Cecilie Greve        | 19 ianuarie 1992       | 1,85 m   | 3        | 0      | HC Odense           |
| 13  | Pivot           | Marianne Bonde       | 25 iunie 1984          | 1,84 m   | 18       | 23     | Frederiksberg IF    |
| 14  | Coordonator     | Lotte Grigel         | 5 aprilie 1991         | 1,65 m   | 19       | 48     | Team Esbjerg        |
| 15  | Inter stânga    | Pernille Larsen      | 6 septembrie 1984      | 1,82 m   | 80       | 90     | Viborg HK           |
| 19  | Inter dreapta   | Line Jørgensen       | 31 decembrie 1989      | 1,82 m   | 76       | 179    | FCM Håndbold        |
| 21  | Coordonator     | Kristina Kristiansen | 13 iulie 1989          | 1,61 m   | 63       | 147    | Team Tvis Holstebro |
| 23  | Extremă stânga  | Ann Grete Nørgaard   | 15 septembrie 1983     | 1,64 m   | 74       | 300    | Team Tvis Holstebro |
| 24  | Coordonator     | Lærke Møller         | 14 ianuarie 1988       | 1,71 m   | 44       | 129    | FCM Håndbold        |
| 26  | Extremă dreapta | Kristina Bille       | 3 aprilie 1986         | 1,68 m   | 87       | 128    | Larvik HK           |
| 27  | Inter dreapta   | Louise Burgaard      | 17 octombrie 1992      | 1,78 m   | 31       | 62     | Team Tvis Holstebro |
| 28  | Inter stânga    | Stine Jørgensen      | 3 septembrie 1990      | 1,80 m   | 27       | 33     | Aalborg DH          |

### Franța
Antrenor principal: Olivier Krumbholz
| Nr. | Post            | Nume                  | Data nașterii (vârstă) | Înălțime | Selecții | Goluri | Club              |
| --- | --------------- | --------------------- | ---------------------- | -------- | -------- | ------ | ----------------- |
| 3   | Extremă dreapta | Blandine Dancette     | 14 februarie 1988      | 1,69 m   | 52       | 74     | HBC Nîmes         |
| 4   | Pivot           | Nina Kamto Njitam     | 25 iunie 1983          | 1,78 m   | 161      | 288    | Metz Handball     |
| 5   | Inter dreapta   | Camille Ayglon        | 21 mai 1985            | 1,80 m   | 138      | 304    | HBC Nîmes         |
| 7   | Coordonator     | Allison Pineau        | 2 mai 1989             | 1,81 m   | 118      | 281    | Oltchim Vâlcea    |
| 8   | Inter stânga    | Claudine Mendy        | 8 ianuarie 1990        | 1,82 m   | 84       | 169    | ŽRK Budućnost     |
| 9   | Extremă stânga  | Paule Baudouin        | 25 octombrie 1984      | 1,72 m   | 161      | 469    | Metz Handball     |
| 12  | Portar          | Linda Pradel          | 4 iunie 1983           | 1,80 m   | 45       | 0      | Le Havre          |
| 14  | Inter dreapta   | Marie Paule Gnabouyou | 4 martie 1988          | 1,85 m   | 46       | 58     | Toulon Handball   |
| 15  | Inter stânga    | Audrey Bruneau        | 21 septembrie 1992     | 1,89 m   | 23       | 15     | ES Besançon       |
| 16  | Portar          | Cléopâtre Darleux     | 1 iulie 1989           | 1,76 m   | 93       | 2      | Viborg HK         |
| 17  | Extremă stânga  | Siraba Dembélé        | 28 iunie 1986          | 1,72 m   | 138      | 469    | Randers HK        |
| 19  | Pivot           | Julie Goiorani        | 25 mai 1988            | 1,73 m   | 26       | 28     | Toulon Handball   |
| 20  | Extremă stânga  | Raphaëlle Tervel      | 21 aprilie 1979        | 1,79 m   | 241      | 370    | Győri Audi ETO KC |
| 22  | Extremă dreapta | Katty Piejos          | 21 august 1981         | 1,63 m   | 128      | 377    | Metz Handball     |
| 24  | Inter stânga    | Mariama Signate       | 22 iulie 1985          | 1,86 m   | 128      | 377    | Issy-Paris Hand   |
| 64  | Inter dreapta   | Alexandra Lacrabère   | 27 aprilie 1987        | 1,77 m   | 104      | 261    | Zvezda Zvenigorod |

### Macedonia de Nord
Antrenor principal: Gino Strezovski
| Nr. | Post            | Nume                | Data nașterii (vârstă) | Înălțime | Selecții | Goluri | Club              |
| --- | --------------- | ------------------- | ---------------------- | -------- | -------- | ------ | ----------------- |
| 2   | Pivot           | Robertina Mečevska  | 16 noiembrie 1984      | 1,72 m   | 69       | 97     | ŽRK Metalurg      |
| 5   | Inter stânga    | Ivana Sazdovski     | 12 aprilie 1990        | 1,76 m   | 0        | 0      | ŽRK Vardar        |
| 6   | Inter stânga    | Savica Mrkikj       | 26 septembrie 1991     | 1,82 m   | 7        | 15     | Žito Prilep       |
| 8   | Extremă dreapta | Simona Grozdanovska | 15 aprilie 1988        | 1,75 m   | 21       | 16     | ŽRK Metalurg      |
| 9   | Pivot           | Nataša Mladenovska  | 12 februarie 1986      | 1,73 m   | 53       | 95     | ŽRK Metalurg      |
| 10  | Inter stânga    | Dušica Gjorgjievska | 28 decembrie 1987      | 1,77 m   | 37       | 46     | ŽRK Metalurg      |
| 11  | Inter stânga    | Mirjeta Bajramoska  | 22 noiembrie 1984      | 1,79 m   | 52       | 61     | ŽRK Metalurg      |
| 14  | Coordonator     | Julija Portjanko    | 20 aprilie 1983        | 1,76 m   | 57       | 187    | Zvezda Zvenigorod |
| 15  | Coordonator     | Biljana Crvenkoska  | 6 septembrie 1983      | 1,69 m   | 68       | 68     | PDO Salerno       |
| 16  | Portar          | Tanja Andrejeva     | 17 iunie 1978          | 1,75 m   | 95       | 2      | ŽRK Metalurg      |
| 17  | Extremă stânga  | Dragana Pečevska    | 11 aprilie 1983        | 1,70 m   | 58       | 101    | ŽRK Metalurg      |
| 20  | Portar          | Dijana Naumoska     | 5 ianuarie 1985        | 1,73 m   | 22       | 0      | Žito Prilep       |
| 36  | Extremă dreapta | Marija Papudžijeva  | 26 iunie 1977          | 1,69 m   | 27       | 39     | Bodrum Kalikarnas |
| 51  | Inter stânga    | Zorica Despodovska  | 20 decembrie 1991      | 1,82 m   | 9        | 29     | ŽRK Metalurg      |
| 90  | Extremă stânga  | Dragica Mitrova     | 5 noiembrie 1987       | 1,63 m   | 11       | 9      | ŽRK Metalurg      |
| 91  | Inter stânga    | Marija Steriova     | 19 martie 1991         | 1,78 m   | 7        | 6      | Žito Prilep       |

### Suedia
Antrenor principal: Torbjörn Klingvall
| Nr. | Post            | Nume                 | Data nașterii (vârstă) | Înălțime | Selecții | Goluri | Club             |
| --- | --------------- | -------------------- | ---------------------- | -------- | -------- | ------ | ---------------- |
| 1   | Portar          | Maria Olsson         | 8 decembrie 1986       | 1,70 m   | 1        | 0      | Aalborg DH       |
| 2   | Pivot           | Ulrika Ågren         | 13 iulie 1987          | 1,76 m   | 35       | 53     | Team Esbjerg     |
| 3   | Pivot           | Tina Flognman        | 29 iunie 1981          | 1,78 m   | 215      | 381    | Toulon Saint-Cyr |
| 5   | Extremă dreapta | Hanna Fogelström     | 8 noiembrie 1990       | 1,79 m   | 28       | 43     | IK Sävehof       |
| 7   | Pivot           | Linn Blohm           | 20 mai 1992            | 1,79 m   | 1        | 0      | IK Sävehof       |
| 8   | Inter stânga    | Jamina Roberts       | 28 mai 1990            | 1,75 m   | 51       | 74     | IK Sävehof       |
| 9   | Extremă stânga  | Louise Sand          | 27 decembrie 1992      | 1,63 m   | 2        | 1      | IK Sävehof       |
| 10  | Extremă dreapta | Emma Hawia Svenssson | 10 decembrie 1990      | 1,72 m   | 2        | 1      | Skuru IK         |
| 14  | Inter stânga    | Johanna Westberg     | 6 aprilie 1990         | 1,85 m   | 0        | 0      | Skuru IK         |
| 15  | Inter stânga    | Johanna Ahlm         | 3 octombrie 1987       | 1,75 m   | 90       | 337    | Viborg HK        |
| 16  | Portar          | Cecilia Grubbström   | 2 septembrie 1986      | 1,78 m   | 70       | 1      | Viborg HK        |
| 17  | Inter stânga    | Linnea Torstenson    | 30 martie 1983         | 1,86 m   | 124      | 517    | RK Krim          |
| 20  | Coordonator     | Isabelle Gulldén     | 29 iunie 1989          | 1,79 m   | 99       | 288    | Viborg HK        |
| 22  | Extremă stânga  | Jessica Helleberg    | 20 februarie 1986      | 1,72 m   | 47       | 64     | Team Esbjerg     |
| 25  | Coordonator     | Angelica Wallén      | 11 aprilie 1986        | 1,71 m   | 43       | 62     | Team Esbjerg     |
| 27  | Coordonator     | Sabina Jacobsen      | 24 martie 1989         | 1,80 m   | 43       | 72     | Randers HK       |

## Grupa C

### Croația
Antrenor principal: Vladimir Canjuga
| Nr. | Post            | Nume                  | Data nașterii (vârstă) | Înălțime | Selecții | Goluri | Club          |
| --- | --------------- | --------------------- | ---------------------- | -------- | -------- | ------ | ------------- |
| 3   | Extremă stânga  | Ekatarina Nemaskalo   | 31 iulie 1989          | 1,70 m   | 1        | 1      | RK Sesvete    |
| 4   | Inter stânga    | Maja Kožnjak          | 16 aprilie 1985        | 1,72 m   | 67       | 70     | RK Lokomotiva |
| 7   | Inter dreapta   | Ivana Petković        | 6 iunie 1985           | 1,77 m   | 50       | 62     | RK Zelina     |
| 8   | Extremă dreapta | Anita Gaće            | 14 aprilie 1983        | 1,77 m   | 129      | 175    | RK Podravka   |
| 12  | Portar          | Marta Žderić          | 20 aprilie 1990        | 1,83 m   | 37       | 0      | RK Podravka   |
| 14  | Coordonator     | Kristina Elez         | 22 mai 1987            | 1,83 m   | 117      | 383    | Érdi VSE      |
| 16  | Portar          | Ivana Jelčić          | 16 martie 1980         | 1,79 m   | 192      | 0      | RK Podravka   |
| 17  | Portar          | Katarina Ježić        | 19 decembrie 1992      | 1,73 m   | 17       | 30     | ŽRK Budućnost |
| 18  | Coordonator     | Ivana Lovrić          | 1 septembrie 1984      | 1,73 m   | 60       | 81     | RK Samobor    |
| 19  | Extremă stânga  | Maja Zebić            | 30 mai 1982            | 1,78 m   | 148      | 379    | ŽRK Zaječar   |
| 20  | Pivot           | Vesna Milanović-Litre | 30 mai 1986            | 1,80 m   | 73       | 118    | RK Podravka   |
| 21  | Extremă dreapta | Aneta Peraica         | 29 iulie 1985          | 1,74 m   | 21       | 44     | ŽRK Zaječar   |
| 25  | Pivot           | Dragica Džono         | 24 mai 1987            | 1,84 m   | 18       | 16     | RK Zelina     |
| 26  | Inter dreapta   | Žana Čović            | 20 august 1989         | 1,80 m   | 15       | 3      | RK Podravka   |
| 27  | Inter stânga    | Lana Franković        | 27 septembrie 1991     | 1,83 m   | 3        | 2      | RK Sesvete    |
| 29  | Inter dreapta   | Sonja Bašić           | 26 noiembrie 1987      | 1,82 m   | 29       | 30     | ŽRK Metalurg  |

### Germania
Antrenor principal: Heine Jensen
| Nr. | Post            | Nume               | Data nașterii (vârstă) | Înălțime | Selecții | Goluri | Club                |
| --- | --------------- | ------------------ | ---------------------- | -------- | -------- | ------ | ------------------- |
| 2   | Extremă dreapta | Marlene Zapf       | 6 ianuarie 1990        | 1,70 m   | 8        | 13     | Bayer Leverkusen    |
| 5   | Inter stânga    | Saskia Lang        | 19 decembrie 1986      | 1,79 m   | 13       | 13     | HC Leipzig          |
| 7   | Extremă stânga  | Natalie Augsburg   | 15 noiembrie 1983      | 1,76 m   | 39       | 65     | HC Leipzig          |
| 8   | Pivot           | Anne Müller        | 5 iulie 1983           | 1,74 m   | 133      | 177    | HC Leipzig          |
| 9   | Coordonator     | Kim Naidzinavicius | 6 aprilie 1991         | 1,81 m   | 3        | 4      | Bayer Leverkusen    |
| 10  | Coordonator     | Anna Loerper       | 18 noiembrie 1984      | 1,64 m   | 164      | 288    | Team Tvis Holstebro |
| 11  | Inter dreapta   | Anne Hubinger      | 31 iulie 1993          | 1,85 m   | 0        | 0      | HC Leipzig          |
| 12  | Portar          | Katja Schülke      | 18 martie 1984         | 1,78 m   | 78       | 0      | HC Leipzig          |
| 14  | Inter dreapta   | Christine Beier    | 12 decembrie 1983      | 1,78 m   | 30       | 46     | Frankfurter HC      |
| 16  | Portar          | Clara Woltering    | 2 martie 1983          | 1,78 m   | 138      | 0      | ŽRK Budućnost       |
| 18  | Inter stânga    | Laura Steinbach    | 2 august 1985          | 1,81 m   | 72       | 114    | Bayer Leverkusen    |
| 20  | Pivot           | Anja Althaus       | 3 septembrie 1982      | 1,74 m   | 196      | 428    | Thüringer HC        |
| 21  | Inter stânga    | Nadja Nadgornaja   | 22 septembrie 1988     | 1,84 m   | 27       | 104    | Thüringer HC        |
| 26  | Inter stânga    | Angie Geschke      | 24 mai 1985            | 1,77 m   | 30       | 35     | IK Våg              |
| 31  | Coordonator     | Kerstin Wohlbold   | 11 ianuarie 1984       | 1,70 m   | 22       | 50     | Thüringer HC        |
| 32  | Extremă dreapta | Friederike Lütz    | 26 martie 1988         | 1,75 m   | 7        | 16     | Buxtehuder SV       |

### Spania
Antrenor principal: Jorge Dueñas
| Nr. | Post            | Nume                | Data nașterii (vârstă) | Înălțime | Selecții | Goluri | Club                     |
| --- | --------------- | ------------------- | ---------------------- | -------- | -------- | ------ | ------------------------ |
| 1   | Portar          | Cristina González   | 6 august 1983          | 1,79 m   | 104      | 0      | Club León                |
| 4   | Extremă dreapta | Carmen Martín       | 29 mai 1988            | 1,69 m   | 124      | 363    | RK Krim                  |
| 7   | Coordonator     | Beatriz Fernández   | 19 martie 1985         | 1,80 m   | 132      | 290    | CJF Fleury Loiret        |
| 8   | Pivot           | Verónica Cuadrado   | 8 martie 1979          | 1,82 m   | 168      | 215    | KIF Kolding              |
| 9   | Inter stânga    | Marta Mangué        | 23 aprilie 1983        | 1,70 m   | 223      | 842    | ŽRK Zaječar              |
| 10  | Coordonator     | Macarena Aguilar    | 12 martie 1985         | 1,70 m   | 160      | 488    | Rander HK                |
| 11  | Inter dreapta   | Nuria Benzal        | 3 aprilie 1985         | 1,69 m   | 61       | 100    | ŽRK Zaječar              |
| 12  | Portar          | Silvia Navarro      | 20 martie 1979         | 1,65 m   | 79       | 2      | Oltchim Vâlcea           |
| 13  | Extremă dreapta | Jessica Alonso      | 20 septembrie 1983     | 1,75 m   | 83       | 185    | ŽRK Zaječar              |
| 14  | Extremă stânga  | Elisabeth Chávez    | 17 noiembrie 1990      | 1,92 m   | 85       | 22     | Nice Handball            |
| 17  | Extremă stânga  | Elisabeth Pinedo    | 13 mai 1981            | 1,74 m   | 129      | 277    | BM Bera Bera             |
| 18  | Pivot           | Begoña Fernández    | 22 martie 1980         | 1,83 m   | 158      | 345    | ŽRK Zaječar              |
| 21  | Extremă stânga  | Vanessa Amorós      | 7 decembrie 1982       | 1,67 m   | 99       | 91     | Mecalia Atlético Guardés |
| 25  | Inter stânga    | Nerea Pena          | 13 decembrie 1989      | 1,75 m   | 45       | 125    | FTC-Rail Cargo Hungaria  |
| 30  | Inter dreapta   | Patricia Elorza     | 8 aprilie 1984         | 1,80 m   | 49       | 30     | BM Bera Bera             |
| 86  | Inter stânga    | Alexandrina Barbosa | 5 mai 1986             | 1,75 m   | 0        | 0      | Oltchim Vâlcea           |

### Ungaria
Antrenor principal: Karl Erik Bøhn
| Nr. | Post            | Nume                | Data nașterii (vârstă) | Înălțime | Selecții | Goluri | Club                    |
| --- | --------------- | ------------------- | ---------------------- | -------- | -------- | ------ | ----------------------- |
| 5   | Coordonator     | Krisztina Triscsuk  | 17 iulie 1985          | 1,76 m   | 0        | 0      | Fehérvár KC             |
| 6   | Extremă stânga  | Orsolya Vérten      | 22 iulie 1982          | 1,70 m   | 129      | 384    | FTC-Rail Cargo Hungaria |
| 7   | Coordonator     | Zita Szucsánszki    | 22 mai 1987            | 1,72 m   | 78       | 265    | FTC-Rail Cargo Hungaria |
| 8   | Coordonator     | Anikó Kovacsics     | 29 august 1991         | 1,70 m   | 36       | 66     | Győri Audi ETO KC       |
| 9   | Extremă stânga  | Melinda Vincze      | 12 noiembrie 1983      | 1,73 m   | 51       | 71     | Érdi VSE                |
| 10  | Inter stânga    | Anita Bulath        | 20 septembrie 1983     | 1,77 m   | 56       | 149    | Viborg HK               |
| 11  | Pivot           | Valéria Szabó       | 2 martie 1983          | 1,81 m   | 52       | 64     | Zvezda Zvenigorod       |
| 12  | Portar          | Orsolya Herr        | 23 noiembrie 1984      | 1,76 m   | 118      | 0      | Győri Audi ETO KC       |
| 13  | Coordonator     | Anita Görbicz       | 13 mai 1983            | 1,73 m   | 176      | 814    | Győri Audi ETO KC       |
| 15  | Inter stânga    | Kinga Klivinyi      | 31 martie 1992         | 1,78 m   | 3        | 7      | Váci NKSE               |
| 15  | Pivot           | Piroska Szamoránsky | 9 iulie 1986           | 1,71 m   | 97       | 211    | FTC-Rail Cargo Hungaria |
| 20  | Inter dreapta   | Viktória Rédei Soós | 28 iulie 1985          | 1,81 m   | 11       | 14     | Győri Audi ETO KC       |
| 21  | Portar          | Éva Kiss            | 28 iulie 1985          | 1,89 m   | 15       | 0      | Siófok KC               |
| 22  | Extremă dreapta | Bernadett Bódi      | 9 martie 1986          | 1,75 m   | 71       | 109    | Dunaújvárosi Akadémia   |
| 23  | Inter stânga    | Klára Szekeres      | 1 decembrie 1987       | 1,86 m   | 36       | 14     | Érdi VSE                |
| 83  | Extremă dreapta | Mónika Kovacsicz    | 20 noiembrie 1983      | 1,71 m   | 110      | 266    | FTC-Rail Cargo Hungaria |
| 87  | Inter stânga    | Zsuzsanna Tomori    | 18 iunie 1987          | 1,86 m   | 101      | 247    | FTC-Rail Cargo Hungaria |

## Grupa D

### Islanda
Antrenor principal: Águst Jóhansson
| Nr. | Post            | Nume                       | Data nașterii (vârstă) | Înălțime | Selecții | Goluri | Club                |
| --- | --------------- | -------------------------- | ---------------------- | -------- | -------- | ------ | ------------------- |
| 1   | Portar          | Guðný Jenny Ásmundsdóttir  | 28 februarie 1982      | 1,75 m   | 34       | 1      | Valur Reykjavík     |
| 2   | Coordonator     | Karen Knútsdóttir          | 4 februarie 1990       | 1,67 m   | 49       | 137    | HSG Blomberg-Lippe  |
| 3   | Pivot           | Arna Sif Pálsdóttir        | 5 ianuarie 1988        | 1,84 m   | 79       | 88     | Aalborg DH          |
| 4   | Extremă dreapta | Þórey Rósa Stéfansdóttir   | 14 august 1989         | 1,67 m   | 40       | 83     | Team Tvis Holstebro |
| 5   | Inter dreapta   | Rut Arnfjörð Jónsdóttir    | 21 iulie 1990          | 1,76 m   | 58       | 107    | Team Tvis Holstebro |
| 7   | Coordonator     | Rakel Dögg Bragadóttir     | 24 mai 1986            | 1,78 m   | 83       | 252    | UHF Stjarnan        |
| 8   | Inter stânga    | Stella Sigurðardóttir      | 30 martie 1990         | 1,81 m   | 56       | 168    | Fram Reykjavík      |
| 9   | Extremă stânga  | Dagný Skúladóttir          | 10 mai 1980            | 1,68 m   | 106      | 262    | Valur Reykjavík     |
| 13  | Extremă stânga  | Ásta Birna Gunnarsdóttir   | 29 octombrie 1984      | 1,65 m   | 69       | 81     | Fram Reykjavík      |
| 14  | Inter stânga    | Hrafnhildur Skúladóttir    | 9 august 1977          | 1,77 m   | 157      | 607    | Valur Reykjavík     |
| 15  | Extremă dreapta | Hanna Guðrún Stéfansdóttir | 11 februarie 1979      | 1,64 m   | 127      | 435    | UHF Stjarnan        |
| 17  | Pivot           | Anna Úrsula Guðmundóttir   | 1 mai 1985             | 1,81 m   | 88       | 210    | Valur Reykjavík     |
| 20  | Inter dreapta   | Jóna Margrét Ragnarsdóttir | 29 martie 1983         | 1,68 m   | 57       | 107    | UHF Stjarnan        |
| 21  | Inter dreapta   | Hildur Þorgeirsdóttir      | 11 martie 1989         | 1,78 m   | 21       | 11     | Blomberg-Lippe      |
| 22  | Inter stânga    | Ramune Pekarskyte          | 5 octombrie 1980       | 1,85 m   | 2        | 2      | Levanger Handball   |
| 30  | Portar          | Dröfn Haraldsdóttir        | 8 aprilie 1991         | 1,70 m   | 0        | 0      | FH                  |

### Muntenegru
Antrenor principal: Dragan Adžić
| Nr. | Post            | Nume                | Data nașterii (vârstă) | Înălțime | Selecții | Goluri | Club              |
| --- | --------------- | ------------------- | ---------------------- | -------- | -------- | ------ | ----------------- |
| 1   | Portar          | Marina Vukčević     | 24 august 1993         | 1,78 m   | 44       | 0      | ŽRK Budućnost     |
| 2   | Extremă dreapta | Radmila Miljanić    | 19 aprilie 1988        | 1,74 m   | 93       | 108    | ŽRK Budućnost     |
| 3   | Extremă stânga  | Biljana Pavićević   | 12 mai 1988            | 1,70 m   | 9        | 17     | ŽRK Budućnost     |
| 4   | Extremă dreapta | Jovanka Radičević   | 23 octombrie 1986      | 1,69 m   | 94       | 510    | Győri Audi ETO KC |
| 5   | Pivot           | Ana Đokić           | 9 februarie 1979       | 1,69 m   | 23       | 52     | Rostov-Don        |
| 6   | Coordonator     | Jelena Despotović   | 30 aprilie 1994        | 1,83 m   | 3        | 1      | ŽRK Budućnost     |
| 8   | Inter stânga    | Marija Jovanović    | 26 decembrie 1985      | 1,82 m   | 86       | 398    | Oltchim Vâlcea    |
| 10  | Coordonator     | Andjela Bulatović   | 15 ianuarie 1987       | 1,75 m   | 85       | 141    | ŽRK Budućnost     |
| 12  | Portar          | Sonja Barjaktarović | 11 septembrie 1986     | 1,80 m   | 86       | 0      | Rostov-Don        |
| 15  | Inter dreapta   | Andrea Klikovac     | 5 mai 1991             | 1,74 m   | 3        | 5      | ŽRK Vardar        |
| 19  | Pivot           | Sara Vukčević       | 25 martie 1992         | 1,83 m   | 10       | 4      | Érdi VSE          |
| 20  | Inter dreapta   | Jasna Tošković      | 16 martie 1989         | 1,89 m   | 14       | 16     | Issy-Paris Hand   |
| 25  | Inter stânga    | Sandra Nikčević     | 16 noiembrie 1984      | 1,87 m   | 22       | 18     | Alcoa FKC         |
| 26  | Pivot           | Suzana Lazović      | 28 ianuarie 1992       | 1,76 m   | 57       | 72     | ŽRK Budućnost     |
| 32  | Inter dreapta   | Katarina Bulatović  | 15 noiembrie 1984      | 1,86 m   | 24       | 139    | Oltchim Vâlcea    |
| 77  | Extremă stânga  | Majda Mehmedović    | 25 mai 1990            | 1,69 m   | 56       | 98     | ŽRK Budućnost     |
| 90  | Coordonator     | Milena Knežević     | 12 martie 1990         | 1,78 m   | 77       | 178    | ŽRK Budućnost     |

### România
Antrenor principal: Gheorghe Tadici
| Nr. | Post                 | Nume                | Data nașterii (vârstă) | Înălțime | Selecții | Goluri | Club           |
| --- | -------------------- | ------------------- | ---------------------- | -------- | -------- | ------ | -------------- |
| 1   | Portar               | Mihaela Smedescu    | 1 martie 1986          | 1,78 m   | 25       | 0      | HCM Baia Mare  |
| 4   | Inter stânga         | Adriana Țăcălie     | 29 ianuarie 1989       | 1,80 m   | 18       | 22     | Corona Brașov  |
| 6   | Pivot                | Crina Pintea        | 3 aprilie 1990         | 1,90 m   | 4        | 4      | HC Zalău       |
| 7   | Extremă dreapta      | Adriana Nechita     | 14 noiembrie 1983      | 1,72 m   | 110      | 248    | Oltchim Vâlcea |
| 8   | Inter stânga         | Cristina Neagu      | 26 august 1988         | 1,80 m   | 111      | 455    | Oltchim Vâlcea |
| 9   | Coordonator          | Aurelia Brădeanu    | 5 mai 1979             | 1,80 m   | 230      | 560    | Oltchim Vâlcea |
| 10  | Pivot                | Ionela Stanca       | 9 ianuarie 1981        | 1,76 m   | 163      | 470    | Oltchim Vâlcea |
| 11  | Pivot                | Oana Manea          | 18 aprilie 1985        | 1,76 m   | 155      | 328    | Oltchim Vâlcea |
| 18  | Inter stânga         | Adina Meiroșu       | 11 august 1985         | 1,80 m   | 170      | 404    | Oltchim Vâlcea |
| 19  | Extremă stânga       | Iulia Curea         | 8 aprilie 1982         | 1,72 m   | 82       | 194    | Oltchim Vâlcea |
| 21  | Portar               | Talida Tolnai       | 21 august 1979         | 1,87 m   | 131      | 1      | Üsküdar BSK    |
| 22  | Extremă stânga       | Nicoleta Dincă      | 2 iulie 1988           | 1,70 m   | 10       | 15     | U Jolidon Cluj |
| 25  | Inter stânga/dreapta | Clara Vădineanu     | 26 octombrie 1986      | 1,83 m   | 47       | 108    | U Jolidon Cluj |
| 30  | Portar               | Paula Ungureanu     | 30 martie 1980         | 1,80 m   | 116      | 2      | Oltchim Vâlcea |
| 55  | Inter dreapta        | Melinda Geiger      | 28 martie 1987         | 1,78 m   | 68       | 163    | HCM Baia Mare  |
| 55  | Extremă dreapta      | Magdalena Paraschiv | 11 august 1982         | 1,68 m   | 26       | 32     | U Jolidon Cluj |

### Rusia
Antrenor principal: Vitali Krohin
| Nr. | Post            | Nume                  | Data nașterii (vârstă) | Înălțime | Selecții | Goluri | Club              |
| --- | --------------- | --------------------- | ---------------------- | -------- | -------- | ------ | ----------------- |
| 2   | Extremă stânga  | Polina Kuznețova      | 10 iunie 1987          | 1,70 m   | 86       | 277    | Zvezda Zvenigorod |
| 3   | Coordonator     | Tatiana Hmirova       | 6 februarie 1990       | 1,78 m   | 58       | 182    | Dinamo Volgograd  |
| 5   | Inter stânga    | Liudmila Postnova     | 11 august 1984         | 1,83 m   | 182      | 641    | Zvezda Zvenigorod |
| 7   | Extremă stânga  | Elena Avdekova        | 7 ianuarie 1989        | 1,80 m   | 9        | 10     | Dinamo Volgograd  |
| 8   | Inter stânga    | Anna Sen              | 3 decembrie 1990       | 1,85 m   | 42       | 106    | Rostov-Don        |
| 10  | Pivot           | Alexandra Stepanova   | 21 iunie 1989          | 1,80 m   | 7        | 0      | Dinamo Volgograd  |
| 11  | Inter stânga    | Ksenia Milova         | 6 ianuarie 1992        | 1,83 m   | 0        | 0      | Dinamo Volgograd  |
| 12  | Portar          | Maria Basarab         | 19 ianuarie 1990       | 1,83 m   | 3        | 0      | Lada Togliatti    |
| 15  | Extremă dreapta | Marina Iarțeva        | 17 februarie 1989      | 1,56 m   | 32       | 56     | Rostov-Don        |
| 16  | Portar          | Maria Sidorova        | 21 noiembrie 1979      | 1,78 m   | 177      | 5      | Lada Togliatti    |
| 17  | Coordonator     | Ekaterina Andriușina  | 17 august 1985         | 1,85 m   | 92       | 205    | Metz Handball     |
| 19  | Pivot           | Ksenia Makeeva        | 19 septembrie 1990     | 1,85 m   | 36       | 66     | Dinamo Volgograd  |
| 23  | Inter dreapta   | Anna Punko            | 27 februarie 1989      | 1,83 m   | 3        | 4      | Kuban Krasnodar   |
| 25  | Extremă stânga  | Emilia Turei          | 6 octombrie 1984       | 1,56 m   | 180      | 613    | HC Astrahanocika  |
| 28  | Inter stânga    | Viktorija Žilinskaitė | 6 martie 1989          | 1,88 m   | 83       | 130    | Lada Togliatti    |
| 29  | Extremă dreapta | Olga Cernoivanenko    | 17 aprilie 1989        | 1,75 m   | 60       | 135    | Lada Togliatti    |
| 33  | Coordonator     | Ekaterina Ilina       | 7 martie 1991          | 1,75 m   | 15       | 22     | Kuban Krasnodar   |